# Uromyces tenuistipes
Uromyces tenuistipes ist eine Ständerpilzart aus der Ordnung der Rostpilze (Pucciniales). Der Pilz ist ein Endoparasit des Hülsenfrüchtlers Desmodium strobilaceum und weiterer Desmodium-Arten. Symptome des Befalls durch die Art sind Rostflecken und Pusteln auf den Blattoberflächen der Wirtspflanzen. Sie ist in Mexiko, Kuba, Bolivien und Kolumbien verbreitet.

## Merkmale

### Makroskopische Merkmale
Uromyces tenuistipes ist mit bloßem Auge nur anhand der auf der Oberfläche des Wirtes hervortretenden Sporenlager zu erkennen. Sie wachsen in Nestern, die als gelbliche bis braune Flecken und Pusteln auf den Blattoberflächen erscheinen.

### Mikroskopische Merkmale
Das Myzel von Uromyces tenuistipes wächst wie bei allen Uromyces-Arten interzellulär und bildet Saugfäden, die in das Speichergewebe des Wirtes wachsen. Die Spermogonien und Aecien der Art sind unbekannt. Die überwiegend unterseitig auf den Oberflächen der Wirtsblätter wachsenden Uredien des Pilzes sind zimtbraun. Ihre hell goldbraunen Uredosporen sind 20–24 × 18–23 µm groß, meist kugelig bis breitellipsoid und stachelwarzig. Die meist blattunterseitig wachsenden Telien der Art sind schwarzbraun, pulverig und unbedeckt. Die hell goldenen Teliosporen sind einzellig, in der Regel kugelig bis annähernd kugelig, warzig und meist 24–27 × 21–24 µm groß. Ihre Stiele sind farblos und bis zu 155 µm lang.

## Verbreitung
Das bekannte Verbreitungsgebiet von Uromyces tenuistipes umfasst den Süden und das Zentrum Mexikos sowie Kuba, Bolivien und Kolumbien.

## Ökologie
Die Wirtspflanzen von Uromyces tenuistipes sind Desmodium strobilaceum und andere Desmodium-Arten. Der Pilz ernährt sich von den im Speichergewebe der Pflanzen vorhandenen Nährstoffen, seine Sporenlager brechen später durch die Blattoberfläche und setzen Sporen frei. Die Art durchläuft einen wahrscheinlich makrozyklischen Entwicklungszyklus, von dem bisher nur Uredien und Telien sowie deren Wirt bekannt sind. Ob sie einen Wirtswechsel vollzieht, lässt sich daher nicht sagen.